# Эттингер, Павел Давыдович
Па́вел Давы́дович Э́ттингер (Пи́нхас Бениами́н Э́тингер; 10 октября 1866, Люблин, Царство Польское, Российская империя — 15 сентября 1948, Москва, СССР) — российский историк и художественный критик еврейского происхождения, заметная фигура художественной Москвы времён Серебряного века и начала советской власти, коллекционер плакатов.

## Биография
Пинхас Бениамин Этингер родился 10 октября 1866 года в Люблине в семье Михла Давида Этингера и Лаи Финкельштейн. По материнской линии был дальним родственником пианистки Розалии Исидоровны Кауфман, жены Леонида Пастернака. Учился на коммерческом факультете Рижского технического университета и завершил высшее образование в 1887 году; с 1899 года проживал в Москве и работал в Московско-Рязанском банке — тогда же он стал профессионально интересоваться искусством под влиянием Пастернака, который поддерживал и вдохновлял Эттингера: «…Ваши письма чрезвычайно содержательны и читаются с большим интересом. Я был прав, толкая Вас писать художественные рецензии… — Вы обладаете всеми данными к тому. В ваших кратких этих отчетах — столько метко правдивого, а, главное, чутье у Вас настоящее, и к тому главное — не шаблон, а по-новому…». В 1903 году начал работать, в качестве художественного рецензента, в газете «Русские ведомости» (под псевдонимом «Любитель»). Одновременно он писал критические статьи сразу для нескольких европейских художественных журналов, выходивших на немецком, французском, польском и чешском языках: так с 1904 по 1922 год он являлся московским корреспондентом лондонского журнала «The Studio».
В 1912 году Эттингер стал членом комитета художественного издания общины сестер милосердия Красного Креста; кроме того он работал журналах «Русский библиофил», «Столица и усадьбы», а также — в газете «Утро России». С 1913 года являлся почётным членом Московского публичного музея; занял аналогичный пост в Румянцевском музее и вступил в Московское товарищество художников. Вел обширную переписку с художниками и искусствоведами во многих странах Европы, включая Марка Шагала: число сохранившихся писем в его архиве превышает 10 000 единиц. Его работа способствовала распространению в российском обществе информации о польском искусстве: в частности Эттингер имел непосредственное отношение к установлению контактов между польскими и русскими коллекционерами.
После Октябрьской революции, в 1918 году, Эттингер стал сотрудником отдела музеев и охраны памятников старины и искусства Народного комиссариата просвещения: он неоднократно выступал как эксперт, член комиссий и комитетов, являлся устроителем выставок и состоял постоянным консультантом в нескольких музейных экспозициях, в том числе и международных. С 1924 года являлся научным сотрудником Государственной академии художественных наук: на этой должности изучал состояние современного ему западного искусства, а также — творчество русских художников, проживавших за пределами СССР. Одновременно он активно участвовал в работе «Общества друзей книги», где состоял членом секции изучения книжных знаков: собрал в свою коллекцию свыше 11 тысяч работ русских и советских мастеров (прежде всего — плакатов; считается одним из первых их коллекционеров). В 1940 году стал членом жюри Гослитиздата, присуждавшего премии за лучшее полиграфическое оформление советских изданий; затем отошёл от научной и общественной деятельности, проживая в одной комнате в коммунальной квартире на Новой Басманной.
Эттингер скончался в Москве 15 сентября 1948 года; в 2012 году его коллекция плакатов была выставлена в Пушкинском музее. Еще в 1934 году подарил свою коллекцию польских плакатов, преимущественно конца XIX — начала XX веков, Государственному музею нового западного искусства. По состоянию на 2022 год, его собрание представлено в московском Музее личных коллекций.

## Работы
С 1920 и до 1940 года Павел Эттингер неоднократно публиковался в советских журналах «Среди коллекционеров», «Печать и революция» и «Архитектура СССР»; его статьи выходили также на страницах таких изданий как «Искусство», «Творчество» и «Книжные новости». Отдельными изданиями вышли его брошюры о Станиславе Ноаковском и В. А. Фаворском:
- Эттингер П. Д. Станислав Ноаковский: Опыт характеристики. — Москва : Светлана, 1922. — 24 с.
- Эттингер П. Д. Книжные знаки В. А. Фаворского / П. Д. Эттингер ; Всерос. о-во филателистов. Моск. отд. Секция собирателей книг и эквилибристов. — Москва : Сов. коллекционер, 1933 (Л. : тип. Госфиниздата). — Обл., 63 с.
- Эттингер П. Д. Статьи. Из переписки. Воспоминания современников / Сост., авт. предисл. А. А. Демская, Н. Ю. Семенова. — М.: Советский художник, 1989. — 367 с.: ил., портр.